# 金砖国家领导人列表
| 峰会                     | 国家代表        | 国家代表            | 国家代表      | 国家代表    | 国家代表        | 国家代表             | 国家代表        | 国家代表      | 国家代表           | 国家代表                      | 国家代表 |
| 峰会                     | 巴西 总统       | 俄罗斯 总统         | 印度 总理     | 中国 领导人 | 南非 总统       | 埃及 总统            | 埃塞俄比亞 总理 | 伊朗 总统     | 沙特阿拉伯 国王    | 阿联酋 总统                   |          |
| ------------------------ | --------------- | ------------------- | ------------- | ----------- | --------------- | -------------------- | --------------- | ------------- | ------------------ | ----------------------------- | -------- |
| 第一届 · 2009 · 俄羅斯   | 卢拉·达·席尔瓦  | 德米特里·梅德维杰夫 | 曼莫汉·辛格   | 胡锦涛      | 不適用          | 不適用               | 不適用          | 不適用        | 不適用             | 不適用                        |          |
| 第二届 · 2010 · 巴西     | 卢拉·达·席尔瓦  | 德米特里·梅德维杰夫 | 曼莫汉·辛格   | 胡锦涛      | 不適用          | 不適用               | 不適用          | 不適用        | 不適用             | 不適用                        |          |
| 第三届 · 2011 · 中国     | 迪尔玛·罗塞夫   | 德米特里·梅德维杰夫 | 曼莫汉·辛格   | 胡锦涛      | 雅各布·祖玛     | 不適用               | 不適用          | 不適用        | 不適用             | 不適用                        |          |
| 第四届 · 2012 · 印度     | 迪尔玛·罗塞夫   | 德米特里·梅德维杰夫 | 曼莫汉·辛格   | 胡锦涛      | 雅各布·祖玛     | 不適用               | 不適用          | 不適用        | 不適用             | 不適用                        |          |
| 第五届 · 2013 · 南非     | 迪尔玛·罗塞夫   | 弗拉基米尔·普京     | 曼莫汉·辛格   | 习近平      | 雅各布·祖玛     | 不適用               | 不適用          | 不適用        | 不適用             | 不適用                        |          |
| 第六届 · 2014 · 巴西     | 迪尔玛·罗塞夫   | 弗拉基米尔·普京     | 纳伦德拉·莫迪 | 习近平      | 雅各布·祖玛     | 不適用               | 不適用          | 不適用        | 不適用             | 不適用                        |          |
| 第七届 · 2015 · 俄羅斯   | 迪尔玛·罗塞夫   | 弗拉基米尔·普京     | 纳伦德拉·莫迪 | 习近平      | 雅各布·祖玛     | 不適用               | 不適用          | 不適用        | 不適用             | 不適用                        |          |
| 第八届 · 2016 · 印度     | 米歇尔·特梅尔   | 弗拉基米尔·普京     | 纳伦德拉·莫迪 | 习近平      | 雅各布·祖玛     | 不適用               | 不適用          | 不適用        | 不適用             | 不適用                        |          |
| 第九届 · 2017 · 中国     | 米歇尔·特梅尔   | 弗拉基米尔·普京     | 纳伦德拉·莫迪 | 习近平      | 雅各布·祖玛     | 不適用               | 不適用          | 不適用        | 不適用             | 不適用                        |          |
| 第十屆 · 2018 · 南非     | 米歇尔·特梅尔   | 弗拉基米尔·普京     | 纳伦德拉·莫迪 | 习近平      | 西里爾·拉馬福薩 | 不適用               | 不適用          | 不適用        | 不適用             | 不適用                        |          |
| 第十一屆 · 2019 · 巴西   | 雅伊爾·博索納羅 | 弗拉基米尔·普京     | 纳伦德拉·莫迪 | 习近平      | 西里爾·拉馬福薩 | 不適用               | 不適用          | 不適用        | 不適用             | 不適用                        |          |
| 第十二屆 · 2020 · 俄羅斯 | 雅伊爾·博索納羅 | 弗拉基米尔·普京     | 纳伦德拉·莫迪 | 习近平      | 西里爾·拉馬福薩 | 不適用               | 不適用          | 不適用        | 不適用             | 不適用                        |          |
| 第十三屆 · 2021 · 印度   | 雅伊爾·博索納羅 | 弗拉基米尔·普京     | 纳伦德拉·莫迪 | 习近平      | 西里爾·拉馬福薩 | 不適用               | 不適用          | 不適用        | 不適用             | 不適用                        |          |
| 第十四屆 · 2022 · 中国   | 雅伊爾·博索納羅 | 弗拉基米尔·普京     | 纳伦德拉·莫迪 | 习近平      | 西里爾·拉馬福薩 | 不適用               | 不適用          | 不適用        | 不適用             | 不適用                        |          |
| 第十五屆 · 2023 · 南非   | 卢拉·达·席尔瓦  | 弗拉基米尔·普京     | 纳伦德拉·莫迪 | 习近平      | 西里爾·拉馬福薩 | 不適用               | 不適用          | 不適用        | 不適用             | 不適用                        |          |
| 第十六屆 · 2024 · 俄羅斯 | 卢拉·达·席尔瓦  | 弗拉基米尔·普京     | 纳伦德拉·莫迪 | 习近平      | 西里爾·拉馬福薩 | 阿卜杜勒-法塔赫·塞西 | 埃塞俄比亞總理  | 易卜拉欣·萊希 | 穆罕默德·本·薩勒曼 | 穆罕默德·本·扎耶德·阿勒納哈揚 |          |